# Region Attyka
Region Attyka – jeden z 13 regionów administracyjnych Grecji położony na Półwyspie Attyckim i w dużej części na terenie historycznej krainy Attyka. Oprócz tradycyjnych obszarów do współczesnego regionu administracyjnego Attyka włączona jest też północna część Półwyspu Argolidzkiego oraz wyspa Kythira. Region zajmuje obszar około 3800 km² i graniczy z regionem Grecja Środkowa i regionem Peloponez, a poprzez Morze Egejskie także z regionem Wyspy Egejskie Północne
Region administracyjny Attyka dzieli się na 66 gmin (demosów), zgrupowanych w 8 jednostek regionalnych, które nie stanowią szczebla greckiej administracji:
- jednostka regionalna Ateny-Sektor Centralny,
- jednostka regionalna Ateny-Sektor Południowy,
- jednostka regionalna Ateny-Sektor Północny,
- jednostka regionalna Ateny-Sektor Zachodni,
- jednostka regionalna Attyka Wschodnia,
- jednostka regionalna Attyka Zachodnia,
- jednostka regionalna Pireus,
- jednostka regionalna Wyspy.